# P. A. Yeomans
Percival Alfred Yeomans (1905-1984), mais conhecido como P. A. Yeomans, foi um inventor australiano e criador do sistema keyline para os movimentos de terra e o aumento da fertilidade do solo. Como engenheiro de minas, Yeomans desenvolveu um senso aguçado para a hidrologia e o design de equipamentos. Após a morte de seu cunhado em um incêndio em um campo, Yeomans assumiu a administração de uma grande extensão de terra em Nova Gales do Sul. Ali, criou e aperfeiçoou métodos e equipamentos para o cultivo. Seus designs lhe renderam o Prêmio Prince Philip de Design da Austrália em 1974.
Seus princípios ou conceitos de keyline (design Keyline) foram adotados por proprietários de fazendas em quase todos os países do mundo. Os conceitos de keyline de Yeomans agora fazem parte do currículo de muitos cursos de agricultura sustentável em faculdades e universidades em todo o mundo. Suas idéias também foram um fator chave no desenvolvimento do design de permacultura. Yeomans escreveu quatro livros: The Keyline Plan, The Challenge of Landscape, Water For Every Farm  e The City Forest .